# Nekrolog 1978
Nekrolog
◄◄
| ◄
| 1974
| 1975
| 1976
| 1977
| 1978 | 1979 | 1980 | 1981 | 1982 | ► | ►►
1. Quartal |
2. Quartal |
3. Quartal |
4. Quartal 
Weitere Ereignisse | Allgemeiner Nekrolog 1978
Die Beschreibung der verstorbenen Person sollte so kurz wie möglich gehalten sein und nur deren signifikante Tätigkeit(en) enthalten.
Neue Namen ggf. auch unter dem Geburts- und Sterbedatum, also etwa unter 1. Januar und im Geburts- und Sterbejahr (2024) eintragen (nur bei entsprechender großer Wichtigkeit). Für Beispiele siehe die schon vorhandenen Artikel.
Außerdem über die fünf zuletzt Verstorbenen, zu denen es einen ausreichend guten Artikel für eine Präsentation auf der Hauptseite gibt, nach der todesbedingten Überarbeitung der Artikel ggf. auch unter Wikipedia Diskussion:Hauptseite informieren und sie am besten auch in den anderen Wikipedia-Sprachversionen eintragen. Tipp: Regelmäßig bei news.google.de nach „ist tot“, „gestorben“ oder „verstorben“ suchen.
Wenn eine Person gestorben ist, gibt es viele Seiten zu dieser Person in der Wikipedia, die davon auch betroffen sind und entsprechend aktualisiert werden müssen. Beispiele: Namenübersichtsseite, Geburtsjahr, Geburtsort-Seiten und viele mehr.
Wie finde ich die betroffenen Seiten?
Im Suchfeld auf der linken Seite gibt man den Suchbegriff so ein: „Vorname Nachname“. Dann klickt man auf Volltext und alle Seiten mit entsprechendem Suchtext werden aufgerufen. Hier sieht man dann schnell, wo auch das Todesjahr Sinn macht oder sogar ein Teil des Artikels angepasst werden muss. Auch hilft das „Werkzeug“ auf der linken Seite sehr gut, um solche Seiten aufzufinden: „Links auf diese Seite“. Somit ist die Wikipedia wieder aktuell in allen Bereichen! Hinweis: bei Eintragung der Kategorie „Gestorben JAHR“ wird der Missbrauchsfilter 49 ausgelöst, was jedoch nicht schlimm ist. Siehe: Spezial:Missbrauchsfilter/49
Dies ist eine Liste von im Jahr 1978 verstorbenen bekannten Persönlichkeiten. Die Einträge erfolgen innerhalb der einzelnen Daten alphabetisch sortiert. Tiere sind im Nekrolog für Tiere zu finden.
Die Liste ist nach Quartalen aufgeteilt:
- Nekrolog 1. Quartal 1978: Januar, Februar und März
- Nekrolog 2. Quartal 1978: April, Mai und Juni
- Nekrolog 3. Quartal 1978: Juli, August und September
- Nekrolog 4. Quartal 1978: Oktober, November und Dezember

## Datum unbekannt
| Ferid Alnar                         | türkischer Komponist                                                                                |  |
| Adolf Ansorg                        | deutscher Archivar und Heimatforscher                                                               |  |
| Siegfried Aram                      | deutscher Jurist, Kulturpolitiker, Kunstsammler und Kunsthändler                                    |  |
| Ali Askari                          | kurdischer Politiker und Guerillaführer im Irak                                                     |  |
| Éric Bagge                          | französischer Architekt, Innenarchitekt und Designer des Art déco                                   |  |
| Joachim Barckhausen                 | deutscher Schriftsteller, Übersetzer und Drehbuchautor                                              |  |
| Adolf Georg Bartels                 | deutscher Lyriker                                                                                   |  |
| Joseph Berger                       | kommunistischer Politiker in Palästina, später Politikwissenschaftler in Israel                     |  |
| Joseph Berryer                      | belgischer Diplomat                                                                                 |  |
| Hans Böse                           | deutscher Ringer                                                                                    |  |
| Myron Boyd                          | US-amerikanischer Methodistenprediger, Mitbegründer der National Religious Broadcasters             |  |
| John Andrew Boyle                   | britischer Orientalist                                                                              |  |
| Lotte Brackebusch                   | deutsche Schauspielerin und Hörspielsprecherin                                                      |  |
| Eugen Büchel                        | liechtensteinischer Bobfahrer                                                                       |  |
| Karl Buhl                           | deutscher Verwaltungsjurist und Kommunalpolitiker                                                   |  |
| Walter Ernest Butler                | englischer Parapsychologe, Okkultist und Schriftsteller                                             |  |
| Wilhelm Butz                        | deutscher Konzert- und Gastspielunternehmer                                                         |  |
| John Eric Maclean Carvell           | britischer Diplomat                                                                                 |  |
| Chalid Schihab                      | libanesischer Politiker und Ministerpräsident                                                       |  |
| Alfons von Clary und Aldringen      | deutscher Adeliger, Fürst von Clary und Aldringen                                                   |  |
| William F. Cody                     | US-amerikanischer Architekt                                                                         |  |
| Loring Coes junior                  | US-amerikanischer Chemiker                                                                          |  |
| Clarence L. Cooper, Jr.             | US-amerikanischer Schriftsteller                                                                    |  |
| Florimond Cornellie                 | belgischer Segler                                                                                   |  |
| Tullio Covaz                        | italienischer Regisseur                                                                             |  |
| Jorge Juan Crespo de la Serna       | mexikanischer Künstler, Kunstkritiker und -historiker                                               |  |
| Oswald Damian                       | protestantischer Theologe, religiös-sozialistischer Pfarrer                                         |  |
| Gerhard Dickmeis                    | deutscher Maler                                                                                     |  |
| Martin Eggert                       | deutscher Architekt                                                                                 |  |
| Abolhassan Etessami                 | iranischer Architekt, Kalligraf, Maler und Schriftsteller                                           |  |
| Baro Ferret                         | französischer Gitarrist und Komponist                                                               |  |
| Kurt Fischer-Fehling                | deutscher Schauspieler und Hörspielsprecher                                                         |  |
| Louis-Fernand Flutre                | französischer Romanist, Sprachwissenschaftler und Literarhistoriker                                 |  |
| Harald Frowein                      | deutscher Textilunternehmer und Präsident der Industrie- und Handelskammer Wuppertal                |  |
| Siegfried Fuchs                     | deutscher Buchbinder und Archäologe                                                                 |  |
| Max Gebhard                         | deutscher Kirchenmusiker, Komponist und Musikpädagoge                                               |  |
| Konstantinos Georgakopoulos         | griechischer General, Politiker und Ministerpräsident                                               |  |
| Karl George                         | US-amerikanischer Jazz-Trompeter                                                                    |  |
| Herbert Gericke                     | deutscher Kunsthistoriker                                                                           |  |
| Agostino Giambelli                  | italienischer Bauingenieur und Politiker                                                            |  |
| Semjon Lwowitsch Ginsburg           | russischer Musikwissenschaftler                                                                     |  |
| Alwin Gockel                        | deutscher Bauingenieur                                                                              |  |
| Hans Goger                          | österreichischer Politiker (NSDAP), Landtagsabgeordneter                                            |  |
| Gustav Guhl                         | Schweizer Friseur und Unternehmer                                                                   |  |
| Anita Gura                          | deutsche Opernsängerin (Sopran)                                                                     |  |
| Johann Hack                         | deutscher Politiker (KPD/NSDAP/FDP)                                                                 |  |
| Heinrich Haider                     | oberösterreichischer Maler und Grafiker                                                             |  |
| Emil Halbheer                       | deutscher Maler und Grafiker                                                                        |  |
| Bernard Halpern                     | französischer Immunologe und Pharmakologe                                                           |  |
| Tibor Harangozo                     | jugoslawischer Tischtennisspieler und -trainer                                                      |  |
| Georg Hartl                         | deutscher Schauspieler                                                                              |  |
| Anna Granville Hatcher              | US-amerikanische Romanistin und Linguistin                                                          |  |
| Willy Herzig                        | deutscher Illustrator                                                                               |  |
| Thomas B. Hess                      | US-amerikanischer Kunstkritiker und Chefredakteur des Kunstmagazins ArtNews                         |  |
| Suse von Hoerner-Heintze            | deutsche Schriftstellerin                                                                           |  |
| Karl Hofmann                        | deutscher Motorradrennfahrer                                                                        |  |
| Ferdy Horrmeyer                     | deutscher Maler und Grafiker                                                                        |  |
| Willi Hoselmann                     | deutscher Bildhauer                                                                                 |  |
| Miguel Itzigsohn                    | argentinischer Astronom                                                                             |  |
| Bill Jennings                       | US-amerikanischer R&B- und Jazzmusiker                                                              |  |
| Gusti Jirku                         | österreichisch-sowjetische Schriftstellerin und Spionin                                             |  |
| Hans Jordan                         | österreichischer Wienerlieder-Sänger                                                                |  |
| Sylvia Shaw Judson                  | US-amerikanische Bildhauerin                                                                        |  |
| Franz Jung                          | deutscher Dirigent                                                                                  |  |
| Friedrich Kadgien                   | deutscher Jurist, Politiker (NSDAP) und Funktionär                                                  |  |
| David Kantilla                      | australischer Australian-Football-Spieler                                                           |  |
| Willi Kaufmann                      | deutscher Komponist und Orchesterleiter                                                             |  |
| Jürgen Klein                        | deutscher Bildhauer                                                                                 |  |
| Georg Knabe                         | deutscher Politiker (CDU), MdV, sächsischer Handelsminister                                         |  |
| Oskar Knofe                         | deutscher Polizeipräsident, SS-Brigadeführer und Generalmajor der Polizei                           |  |
| Franz Wolfgang Koebner              | deutscher Journalist und Schriftsteller                                                             |  |
| Béla Kremo                          | Schweizer Jongleur                                                                                  |  |
| Wieprecht von Kropff                | deutscher Verwaltungsjurist, Landrat des Kreises Lippstadt (1941–1945)                              |  |
| Eberhard Krug                       | deutscher Schauspieler und Hörspielsprecher                                                         |  |
| Detlev Lais                         | deutscher Schlagersänger und Jazzmusiker                                                            |  |
| Henrique Lemle                      | deutsch-brasilianischer liberaler Rabbiner                                                          |  |
| André-Max Leroy                     | französischer Agrarwissenschaftler                                                                  |  |
| Alexander Libermann                 | US-amerikanischer Pianist und Musikpädagoge ukrainischer Herkunft                                   |  |
| Rudolf Liebe                        | pharmazeutischer Chemiker und Unternehmer                                                           |  |
| Giuseppe Lippi                      | italienischer Hindernis- und Langstreckenläufer                                                     |  |
| Sophie Lissitzky-Küppers            | deutsche Kunsthistorikerin, Förderin der Avantgarde, Autorin und Kunstsammlerin                     |  |
| Clyde Lombardi                      | amerikanischer Jazz-Bassist                                                                         |  |
| Carl Lorenz                         | deutscher Maler                                                                                     |  |
| Xercès Louis                        | französischer Fußballspieler und -trainer                                                           |  |
| Arthur Lourie                       | israelischer Diplomat                                                                               |  |
| Lu Shuitian                         | chinesischer Kampfsportler und Meister des Baguazhang                                               |  |
| ʿAbd al-Halīm Mahmūd                | ägyptischer Sufi-Gelehrter des Schadhiliyya-Ordens                                                  |  |
| Hrant Maloyan                       | armenischer General der syrischen Armee, Oberbefehlshaber der inneren Sicherheitskräfte in Syrien   |  |
| Jos Manders                         | niederländischer Bildhauer, Objekt- und Reliefkünstler                                              |  |
| Margarete Maschmann                 | deutsche Opernsängerin (Sopran)                                                                     |  |
| Salvador Massip Valdés              | kubanischer Botschafter                                                                             |  |
| Lida Mayo                           | US-amerikanische Historikerin                                                                       |  |
| Friedrich Meier                     | deutscher Orgelbauer                                                                                |  |
| Leo Michelson                       | lettisch-amerikanischer Maler                                                                       |  |
| Paul Michligk                       | deutscher Organisations- und Werbefachmann, Experte für das Betriebliche Vorschlagswesen (BVW)      |  |
| Leone Minassian                     | italienischer abstrakter Maler                                                                      |  |
| Walter Moehrs                       | deutscher Jurist                                                                                    |  |
| Enrique de la Mora y Palomar        | mexikanischer Architekt                                                                             |  |
| Karl Motz                           | deutscher Ingenieur und Verwaltungsbeamter                                                          |  |
| Erwin Müller                        | deutscher Künstler                                                                                  |  |
| Zacks Nkosi                         | südafrikanischer Jazz- und Unterhaltungsmusiker                                                     |  |
| Alberto Nogués                      | uruguayischer Fußballspieler                                                                        |  |
| Hans Oldag                          | deutsch-amerikanischer Leichtathlet                                                                 |  |
| Ong Hock Sim                        | malaysischer Badmintonspieler                                                                       |  |
| Gustavo Ortiz Hernán                | mexikanischer Botschafter                                                                           |  |
| Gene O’Quin                         | US-amerikanischer Honky-Tonk-Sänger                                                                 |  |
| Klaus Otto                          | deutscher Jockey                                                                                    |  |
| Mario Palanti                       | italienischer Architekt                                                                             |  |
| Wsewolod Nikolajewitsch Petrow      | russischer Kunsthistoriker und Autor                                                                |  |
| Richard Raphael Pokorny             | österreichisch-israelischer Graphologe                                                              |  |
| Hartmut Pulmer                      | deutscher Jurist, SS-Führer und Gestapomitarbeiter                                                  |  |
| Clarence A. Reid                    | US-amerikanischer Politiker                                                                         |  |
| Hans Reimann                        | deutscher Verbandsfunktionär                                                                        |  |
| Hanni Reinwald                      | deutsche Schauspielerin                                                                             |  |
| Grigori Fjodorowitsch Resanow       | sowjetischer Botschafter                                                                            |  |
| Fritz Riwotzki                      | deutscher Polizist                                                                                  |  |
| Rosa Rosà                           | italienische Schriftstellerin und Künstlerin des Futurismus                                         |  |
| Wolfram Sangmeister                 | deutscher Landeskriminaldirektor des LKA Berlin                                                     |  |
| Herbert Schiller                    | deutscher Archivar und Lektor                                                                       |  |
| Johann Schimmelbauer                | deutscher Kommunalpolitiker (Parteilos)                                                             |  |
| Werner Schmidt                      | deutscher Diplomat                                                                                  |  |
| Hubert Schöllgen                    | deutscher Maler und Sgraffito-Techniker                                                             |  |
| Waldemar Schönleiter                | deutscher Verwaltungsjurist und Ministerialbeamter                                                  |  |
| Alexei Jakowlewitsch Schtscherbakow | sowjetischer Flugzeugkonstrukteur                                                                   |  |
| Adolf Schuhmacher                   | deutscher Architekt und Hochschullehrer                                                             |  |
| Walter Schüßler                     | deutscher Architekt und Baubeamter                                                                  |  |
| Herbert Seltmann                    | deutscher Fußballspieler                                                                            |  |
| Erebê Şemo                          | jesidischer Schriftsteller                                                                          |  |
| Carlos Septién                      | mexikanischer Fußballspieler                                                                        |  |
| Richard Siebke                      | deutscher Kriminaldirektor                                                                          |  |
| Carlos Furtado de Simas             | brasilianischer Politiker, Minister für Kommunikation (1967–1969)                                   |  |
| Fernando Soleti                     | italienischer General der Polizia dell'Africa Italiana (PAI)                                        |  |
| Gustav Sorge                        | deutscher SS-Hauptscharführer und Kriegsverbrecher                                                  |  |
| Georg Andreas Speck                 | deutscher Maler                                                                                     |  |
| Hans Otto Heinrich Stange           | deutscher Sinologe                                                                                  |  |
| Willy Steuri                        | Schweizer Skirennläufer                                                                             |  |
| Margarete Stock                     | deutsche Malerin                                                                                    |  |
| Alois Streicher                     | deutscher Maler und Zeichner                                                                        |  |
| Arthur Sykes                        | englischer Fußballspieler                                                                           |  |
| Maria Timpanaro Cardini             | italienische Historikerin                                                                           |  |
| Rjentschinii Tschoinom              | mongolischer Schriftsteller                                                                         |  |
| Tsuda Seifū                         | japanischer Maler                                                                                   |  |
| Jaro von Tucholka                   | deutsche Dichterin, Malerin und Fotografin                                                          |  |
| Johannes Vleugels                   | deutscher Komponist, Musikpädagoge und Musikwissenschaftler                                         |  |
| Wilhelm Voß                         | deutscher Wirtschaftsmanager in der Rüstungsindustrie im Nationalsozialismus                        |  |
| Martha Wachter-Schneider            | Schweizer engagierte Frau, in Diensten verschiedener Hilfsorganisationen nach dem Zweiten Weltkrieg |  |
| Siegfried Waslberger                | österreichischer Zirkusartist                                                                       |  |
| Muhammad Hassan al-Wazzani          | marokkanischer Politiker                                                                            |  |
| Mort Weisinger                      | US-amerikanischer Comicautor und -herausgeber sowie Literaturagent                                  |  |
| Stanley White                       | englischer Journalist und Schriftsteller                                                            |  |
| Katerina Wilczynski                 | deutsche Malerin, Grafikerin und Illustratorin                                                      |  |
| Irene von Willisch                  | deutsch-baltische Pianistin, Schriftstellerin und Künstlerin                                        |  |
| Erna Wildt-Tanneberger              | deutsche Bürgermeisterin der Stadt Weißenfels                                                       |  |
| Alexander Fjodorowitsch Woltschkow  | sowjetischer Richter bei den Nürnberger Prozessen                                                   |  |
| Horst Zahlten                       | deutscher Schriftsteller                                                                            |  |
| Albert Zellekens                    | deutscher Sportler, Sportfunktionär und Fabrikant                                                   |  |